# Città dell'Uganda

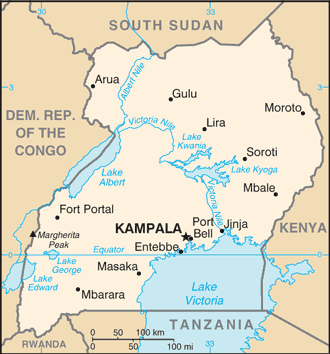
Mappa dell'Uganda

Lista di città dell'Uganda.

## Città principali
Lista delle venticinque città principali del Paese per popolazione, in relazione alle statistiche del 2014.
| Pos. | Città       | Popolazione (2014) |
| ---- | ----------- | ------------------ |
| 1    | Kampala*    | 1516210            |
| 2    | Nansana     | 365857             |
| 3    | Kira        | 313761             |
| 4    | Mbarara     | 195013             |
| 5    | Mukono      | 161996             |
| 6    | Gulu        | 152276             |
| 7    | Masaka      | 103829             |
| 8    | Kasese      | 101679             |
| 9    | Hoima       | 100625             |
| 10   | Lira        | 99059              |
| 11   | Mbale       | 96189              |
| 12   | Masindi     | 94622              |
| 13   | Njeru       | 81052              |
| 14   | Jinja       | 72931              |
| 15   | Entebbe     | 69958              |
| 16   | Arua        | 62657              |
| 17   | Wakiso      | 60911              |
| 18   | Busia       | 55958              |
| 19   | Fort Portal | 54275              |
| 20   | Iganga      | 53870              |
| 21   | Mpondwe     | 51018              |
| 22   | Kabale      | 49667              |
| 23   | Soroti      | 49452              |
| 24   | Mityana     | 48002              |
| 25   | Mubende     | 46921              |

  * Capitale dell'Uganda.

## Lista completa di città e località
1. Abim - 17400
2. Adjumani - 43022
3. Alebtong - 15100
4. Amolatar - 14800
5. Amuria - 5400
6. Amuru -
7. Apac - 14503
8. Arua - 62657
9. Bombo - 26370
10. Budaka - 23834
11. Bugembe - 41323
12. Bugiri - 29013
13. Buikwe - 16633
14. Bukedea - 36700
15. Bukomansimbi - 9900
16. Bukungu - 19033
17. Bulisa - 28100
18. Bundibugyo - 21600
19. Busembatya - 15700
20. Bushenyi - 41063
21. Busia - 55958
22. Busolwe - 16730
23. Butaleja - 19519
24. Buwenge - 22074
25. Buyende - 23039
26. Dokolo - 19810
27. Elegu - 5000
28. Entebbe - 69958
29. Fort Portal - 54275
30. Gombe - 15196
31. Gulu - 152276
32. Hima - 29700
33. Hoima - 100625
34. Ibanda - 31316
35. Iganga - 53870
36. Isingiro - 29721
37. Jinja - 72931
38. Kaabong - 23900
39. Kabale - 49667
40. Kaberamaido - 3400
41. Kabuyanda - 16325
42. Kabwohe - 20300
43. Kagadi - 22813
44. Kakinga - 22151
45. Kakira - 32819
46. Kakiri - 19449
47. Kalangala - 5200
48. Kaliro - 16796
49. Kalisizo - 32700
50. Kalongo - 15000
51. Kalungu -
52. Kampala - 1659600
53. Kamuli - 17725
54. Kamwenge - 19240
55. Kanoni -
56. Kanungu - 15138
57. Kapchorwa - 12900
58. Kasese - 101679
59. Katakwi - 8400
60. Kayunga - 26588
61. Kibaale - 7600
62. Kibingo - 15918
63. Kiboga - 19591
64. Kigumba - 18698
65. Kihiihi - 20349
66. Kira - 313761
67. Kiruhura - 14300
68. Kiryandongo - 31610
69. Kisoro - 17561
70. Kitgum - 44604
71. Koboko - 37825
72. Kotido - 22900
73. Kumi - 13000
74. Kyazanga - 15531
75. Kyegegwa - 18729
76. Kyenjojo - 23467
77. Kyotera - 9000
78. Lira - 99059
79. Lugazi - 39483
80. Lukaya - 24250
81. Luweero - 42734
82. Lwakhakha - 10700
83. Lwengo - 15527
84. Lyantonde - 8900
85. Malaba - 18228
86. Manafwa - 15800
87. Masaka - 103829
88. Masindi - 94622
89. Masindi Port - 10400
90. Masulita - 14762
91. Matugga - 15000
92. Mayuge - 17151
93. Mbale - 961890
94. Mbarara - 195013
95. Mitooma -
96. Mityana - 48002
97. Moroto - 14818
98. Moyo - 23700
99. Mpigi - 44274
100. Mpondwe - 51018
101. Mubende - 46921
102. Mukono - 161996
103. Mutukula - 15000
104. Nagongera - 11800
105. Nakaseke - 2200
106. Nakapiripirit - 2800
107. Nakasongola - 7800
108. Namayingo - 15741
109. Namutumba - 18736
110. Nansana - 144441
111. Nebbi - 34975
112. Ngora - 15086
113. Njeru - 81052
114. Nkokonjeru - 14000
115. Ntungamo - 18854
116. Oyam - 14500
117. Pader - 14080
118. Paidha - 33426
119. Pakwach - 22360
120. Pallisa - 32681
121. Rakai - 7000
122. Rukungiri - 36509
123. Rwimi - 16256
124. Sanga - 5200
125. Sembabule - 4800
126. Sironko - 18884
127. Soroti - 49452
128. Ssabagabo - 200000
129. Tororo - 41906
130. Wakiso - 60911
131. Wobulenzi - 27027
132. Yumbe - 35606